# Stadio Giuseppe Moccagatta
Das Stadio Comunale Giuseppe Moccagatta ist ein Fußballstadion in der italienischen Stadt Alessandria in der gleichnamigen Provinz der Region Piemont. Es ist die Heimat des Fußballvereins US Alessandria Calcio. Zudem trägt seit der Saison 2018/19 die U23 von Juventus Turin ihre Heimspiele in dem Stadion aus.
Das Stadion ist das größte Fußballstadion in Alessandria. Es wurde am 28. Oktober 1929 als Campo del Littorio eingeweiht. Im Jahr 1946 mit dem Sturz des faschistischen Regimes wurde das Stadion nach dem Präsidenten und Bürgermeister der piemontesischen Stadt benannt.